# Função polilogarítmica
A função polilogarítmica ou polilogaritmo (também conhecida como função de Jonquière) é uma função especial {\displaystyle \operatorname {Li} _{s}(z)} definida pela seguinte série:
{\displaystyle \operatorname {Li} _{s}(z)=\sum _{k=1}^{\infty }{z^{k} \over k^{s}}.}
Esta não é, em geral, uma função elementar, ainda que esteja relacionada com a função logarítmica. A definição dada acima é válida para todo número complexo s e z tal que {\displaystyle \vert z\vert <1}. Para obter o polilogaritmo no restante do plano complexo, deve-se estender a definição mediante uma extensão analítica.